# دیک لاوری
دیک لاوری (انگلیسی: Dick Lowry؛ زادهٔ ۱۵ سپتامبر ۱۹۴۴) کارگردان، و تهیه‌کننده اهل ایالات متحده آمریکا است.
از سریال‌های تلویزیونی که وی در آن نقش داشته‌است، می‌توان به غرب رؤیایی اشاره کرد.